# Гордійчук Текля Омелянівна
Текля Омелянівна Гордійчук (1904 — 1975) — Герой Соціалістичної Праці.

## Біографічні відомості
Закінчила 2 класи церковно-приходської школи.
З 15 років працювала у ланці. Під час Голодомору 1932-1933 років, за спогадами Теклі Омелянівни, виживали на лободі, жолудях, листях різних рослин. У роки Другої світової війни доводилось виконувати великий обсяг чоловічої роботи.
У 43-річному віці удостоєння звання Героя Соціалістичної Праці.
Сім'я: чоловік Іван Петрович, донька Марія (1928 р.н.), онуки Ганна, Григорій та Іван.
Померла у 1975 році.